# 刃渡り2億センチ
『刃渡り2億センチ』（はわたり2おくセンチ）は、日本のロックバンド・マキシマム ザ ホルモンの楽曲。2022年10月26日に「マキシマム ザ ホルモン 一部のアニメテーマ専用仮設チャンネル」名義で配信限定シングル『刃渡り2億センチ（TV edit）』としてワーナーミュージック・ジャパンよりリリースされた。

## 概要
テレビアニメ『チェンソーマン』の挿入歌および第3話エンディングテーマとなっている。初の配信でのリリースで、『KAMIGAMI-神噛-』と同時に配信リリースされた。
第3話の終了後に放送されたCMにて、「※2曲のみ」「※TVサイズのみ」と注釈を付け、サブスクリプション解禁を発表し、本作と、アニメ『終末のワルキューレ』のオープニングテーマとなっていた「KAMIGAMI-神噛-」の2曲のみが、配信される運びとなった。この2作は「マキシマム ザ ホルモン 一部のアニメテーマ専用仮設チャンネル」のアーティスト名義でリリースされている。
配信開始前の2022年9月20日には、公式YouTubeチャンネルにて本楽曲の歌詞のみが先行公開された。

## 収録曲
| #         | タイトル                       | 作詞・作曲         | 編曲                   | 時間 |
| --------- | ------------------------------ | ------------------ | ---------------------- | ---- |
| 1.        | 「刃渡り2億センチ（TV edit）」 | マキシマム ザ 亮君 | マキシマム ザ ホルモン | 1:29 |
| 合計時間: | 合計時間:                      | 合計時間:          | 合計時間:              | 1:29 |